# Никай-Мертур
Никай-Мертур (алб. Nikaj-Mërtur, серб. Никај) — это регион Северной Албании, территория которого является синонимом исторических албанских племен Мертури и Никай. Регион Никай-Мертур расположен на юго-востоке Албанских Альп, граничит с Дукаджинским нагорьем в районе Тропоя. Это южное продолжение Джяковского нагорья. Никай имеет такое же патрилинейное происхождение как и большинство братств племени Красничи, в то время как Мертури находится в родстве с кланом Бериша, поэтому его также называют Бериша-Мертури. В 2014 году регион был провозглашен региональным природным парком Никай-Мертур.

## География
Горные вершины Албанских Альп, окружающие этот район: Maja e Hekurave, " Grykat e Hapta " (англ.: открытые ущелья), Maja e Kakisë, Maja e Ndërmanjës. «Qafa e Kolcit» соединяет этот район с племенем Красничи высокогорья Джяковица, в то время как "«Qafa e Ndërmajës» соединяет его с племенем Шала, а «Qafa e Agrit» (1300 м) соединяет его с регионом Дукаджин. Он имеет альпийский климат с сильным зимним сезоном, большим количеством снегопадов и относительно прохладным летом. Средняя годовая температура составляет 11,5 °С, а снег достигает 2570 мм/год. Во флоре преобладают дуб, бук и сосна. Климат и рельеф благоприятствуют животноводству. Здесь есть большой потенциал для горного туризма.

## Геология
Геологический состав местности состоит из известняка, доломита и сланцев.

## Гидрология
Nikaj-Mërtur — это долина, разделенная двумя реками, которые носят названия кланов: "Lumi i Nikajve "(англ.: Nikaj river) и «Lumi i Mërturit» (англ.: mërtur river). Река Никай начинается в долине Ндерманже как «Lumi i Zi» (англ.: Черная река), проходит через деревни Капит, Йонпепай и Лекбибай и впадает в реку Мертур к юго-западу от деревни Куррай и Поштем. Сама река Мертури начинается в деревне Куррай-и-Эперм, проходит вдоль «Mali i Theposur» (англ.: Sharp mountain) между деревнями Шенгьердж и Куррай-и-Поштем, а после впадения в реку Никай продолжить путь через деревни Радж и Тетай, с рекой Дрин в качестве конечного пункта назначения. Обе реки относительно короткие.

## Административное деление
В административном отношении область подпадает под муниципалитет Лекбибай, рядом с деревней Раджа, которая принадлежит муниципалитету Фиерза. На востоке он граничит с муниципалитетом Буян, на севере — с Тетом, на западе — с Шалой и Шошем, на юге — с Фиерзой. Этот район имеет протяженность примерно в 200 км2.

## Антропология

### Никай
Имя Никай было записано в 1671 году как Никагни или Ничагни. Легендарным прародителем племени Никай был пастух из племени Красничи по имени Ника Мекши, который покинул Краснич около 1550—1600 годов и поселился в районе Паплекай-и-Эперм. Этот район считался самой старой частью Никая. Ника Мекши был братом Кола Мекши, который считается родоначальником колмекшайской ветви племени Красничи. По этой причине члены племени Никай не вступают с ними в браки.
В устной традиции говорят, что Никаи заменили древнее население, называемое Маврики. Говорили, что они вышли из Ваюша близ Шкодера и поселились на горе Никай в 1416—1500 годах. С распространением Никая большая часть прежних жителей эмигрировала в Гусинье, хотя некоторые из них и остались, впоследствии ассимилировавшись. Это более раннее население связано, в частности, с поселением Капит.
Английская путешественница Эдит Дарем посетила Северную Албанию в 1900-х гг. Она собрала следующую информацию о племенах Дукаджини, которых она сгруппировала в Пулати, а затем в две группы Нижнего Пулати (или собственно Пулати) и те, что входили в епархию Пулати. Она сказала, что Пулати трудно определить, так как церковные границы (епархия Пулати) простираются дальше, чем племена Пулати.

### Мертури
Название Мартури было впервые зафиксировано как топоним в 1629 году. Он также называется Мертури-Бериша, потому что они имеют одно и то же происхождение. Легендарного прародителя племени Мертури звали Лек Пога, сын Пога Мурри и внук Мурра Детти. Его брат Кол Пога был родоначальником близкородственного племени Бериша. Лек Пога имел пятерых сыновей, которые поселились в различных частях Мертури: Биб Лека в Шенгьергже, Раджа и Мулай, Ндре Лека в Палче, Априпе и Мертури-и-Гурите, Мар Лека в Салке и Брисе, тет Лека в Маркае, Тетае и Бетоше, и Пек Лека в Бетоше.
Мертури и Бериша первоначально были одним племенем и разделились в 1520 году.

## Демография
В начале 20-го века население племени Никай составляло около 2 200 человек. Они были врагами племен Шала и Шоши и вместе с Душманами считались одними из самых диких обитателей северных гор. . Это племя было известно тем, что оно было настолько воинственным среди других албанских племен, которые боялись их. Никай имел репутацию не соблюдающего племенного закона Кануна Лека Дукаджини. В поздний Османский период племя Шала было исключительно католическим.
В районе Никай-Мертур расположены следующие населенные пункты: Лекбибай, Йонпепай, Перай, Куррай-и-Поштем, Куррай-и-Эперм, Кереш, Кук, Тетай, Бетоша (Бтоша), Шенгьердж, Сальча, Пальча, Котец, Бриса, Мулай, Капит, Варг (Варк), Шофран, Паплекай, Бушат, Мсерр, Маркай и Раджа. Первые семь принадлежат клану Никай. Кровная месть и правила кануна действуют в этом районе.
Население принадлежит в основном к католическому обряду, с мусульманским меньшинством.

## Известные люди
- Аслан Цурри (? — 1925), албанский революционер.
- Байрам Цурри (1862—1925), албанский революционер.
- Хисни Цурри (? — 1925), албанский революционер.
- Ндой Никай (1864—1951), албанский священник, писатель и историк.
- Бекир Ндоу (1919—1995), директор Сигурими в 1948—1949.